# 데일리서프라이즈
데일리서프라이즈(Daily Seoprise)는 대한민국의 인터넷 신문이다.

## 역사
2004년 7월 1일, 정치부 기자 출신 서영석이 창간하였다. 서영석은 2002년 10월 인터넷 정치 토론 사이트 서프라이즈를 만들었고 2004년까지 서프라이즈의 대표로서 활동하였다. 데일리서프라이즈는 다음과 같은 포털 사이트와의 제휴를 통해서 기사를 제공하는 등 외연을 넓혀나갔다. 2009년 6월 17일, 광고가 감소하면서 재정난에 시달리게 되면서 기사 서비스를 두 달 동안 중단한다고 밝혔다. 이후 기사 서비스가 재개되지 못하고 폐간되었다.

## 같이 보기
- 뉴스페이스